# ポルシェ・908
ポルシェ・908（Porsche 908 ）は1968年の国際自動車連盟 (FIA) のスポーツカー世界選手権規定改正に合わせてポルシェが製作したプロトタイプレーシングカーである。

## 概要
1968年からFIAのレギュレーションが大幅に変更され、排気量3リットルまでのグループ6「スポーツプロトタイプ」と5リットルまでのグループ4「スポーツ」で争われることとなり、それまでフォードやフェラーリの大排気量車に対して不利な戦いを強いられて来たポルシェにとって総合優勝への道が開けた。そこでフェルディナント・ピエヒ率いるポルシェ技術部門は新たに2,997ccの水平対向8気筒エンジンを開発し、前モデル907の車体をベースとした908を開発した。
1968年途中にクーペモデルとしてデビューし、翌1969年にはスパイダーボディに改装され、ポルシェのメイクスチャンピオン初制覇の原動力となった。水平対向12気筒エンジンを搭載する917に主役の座を譲った後も、プライベーターの戦力として1980年代まで走り続けた。

## バリエーション

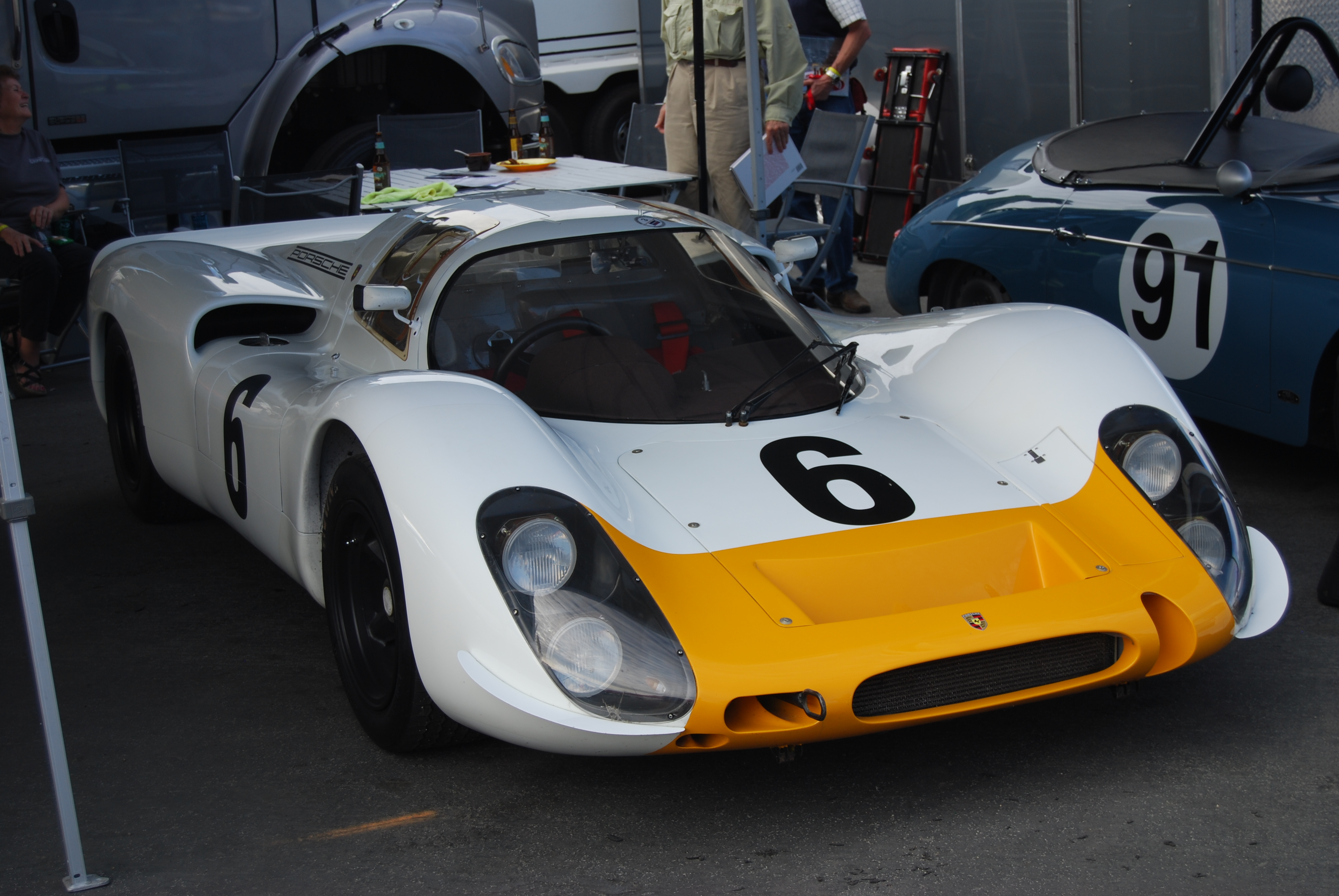
908ショートテール

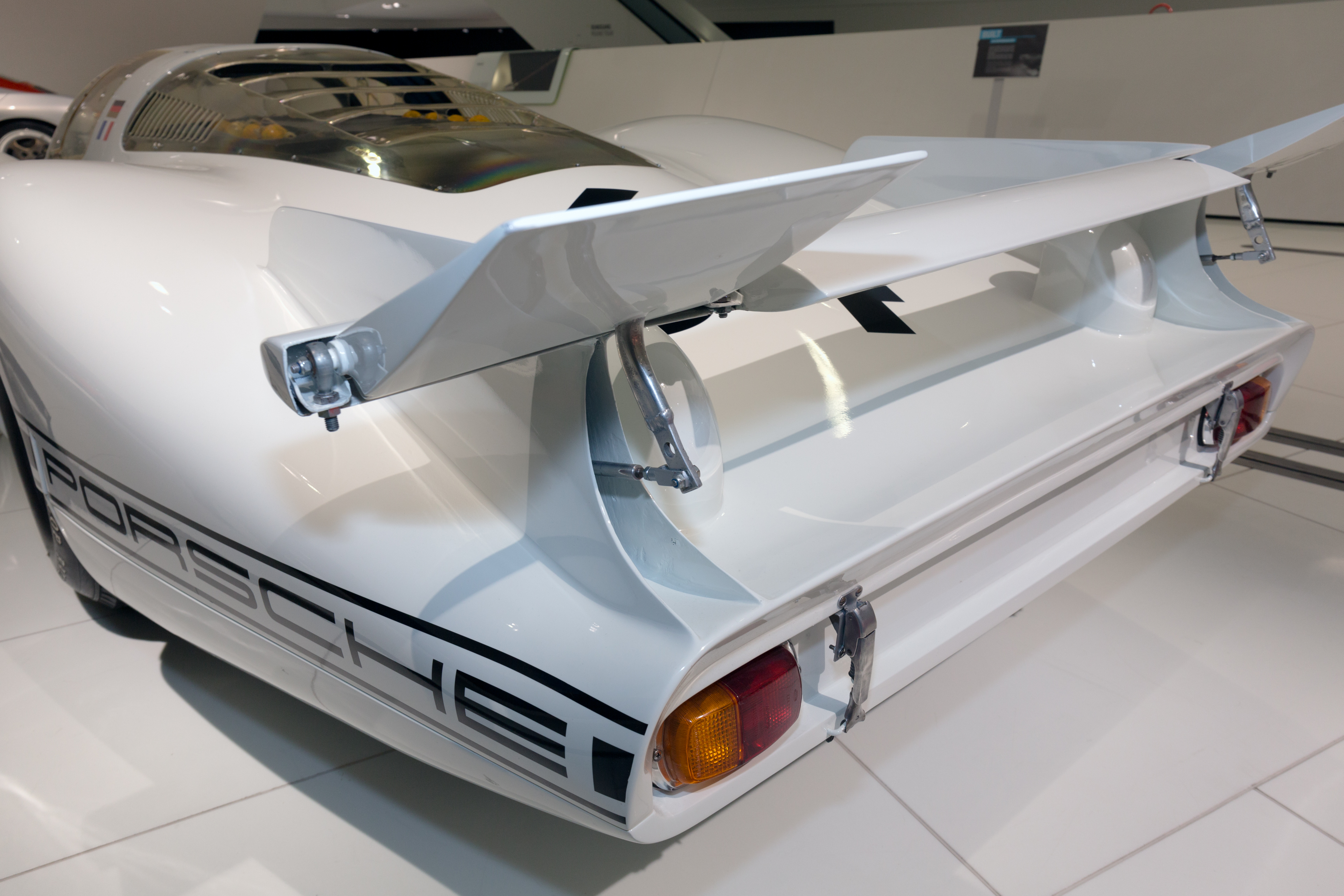
908LHの可変フラップ

### 908
新開発のエンジンは2,997cc強制空冷式DOHC2バルブ水平対向8気筒（908型）。ボッシュの機械式燃料噴射システムを採用し、350hp/8,400rpm、32.5kgm/6,600rpmを発生する。カムはギアとチェーンで駆動される。このエンジンは1967年のムジェログランプリで910に載せてテストした2リットルDOHC水平対向6気筒エンジン（916型）から出発しており、従来の、1962年フォーミュラ1エンジンをベースとしシャフトとベベルギアでカム駆動している771/1型水平対向8気筒エンジンとは全く別物であった。
クランクシャフトは9メインベアリングで、クランクピンが90度ずれた2プレーンタイプ（771/1型は180度位相のシングルプレーン）。排気管の取り回しを優先した設計だったが、2次慣性力の振動に起因するオルタネーターの故障に度々悩まされる結果になった。冷却ファンは771/1型ではエンジンの上に水平に置かれていたが、908型では垂直に配置され、クランクシャフト前端からベルト駆動された。
トランスミッションはトルク増加に対応して5速から6速に変更された。クラッチはエンジンとトランスミッションの間からトランスミッション最後尾へと移された（1960年代初頭のフェラーリや1966年のBRMF1に採用例がある）。
シャシは基本的に907の構造を引き継いでいるが、13番目の個体以降はフレームの材質が鋼管からアルミニウム合金へ変更され、20kg軽量化された。タイヤは初期は13インチで、1968年シーズン途中から15インチが投入された。
ボディも907と酷似しており、ノーズのオイルクーラーのエアインテークが識別ポイントだった（907は長方形、908は長円形）。15インチタイヤ装着のため前後フェンダーを広げた結果、907よりも空気抵抗係数が悪化した。テールには左右2枚のフラップを備え、左右それぞれが別個にリアサスペンションと連動して仰角が変化する。1968年に日産・R381も似たコンセプトの2分割リアウィング（エアロスタビライザー）を採用しているが、日産式は左右がクロスして連動する機構である。直線では35度を保ちダウンフォースを発生するが、旋回中に車体がロールすると外側では角度が減りダウンフォースが減少、内側では角度が増えダウンフォースが増加する。これは1968年後半、ワトキンズ・グレンで初めて採用された。ワークスドライバーのヴィック・エルフォードによれば高速コーナーでは効果があるが低速コーナーでは意味がないという。
サルト・サーキットやモンツァ・サーキットなどの高速コースでは空気抵抗の少ないロングテール仕様908LHで出走した。テールの左右に小さな垂直安定板があり、それらを橋渡しするプレートの左右に可変フラップが付いているのが特徴的である。

### 908/2

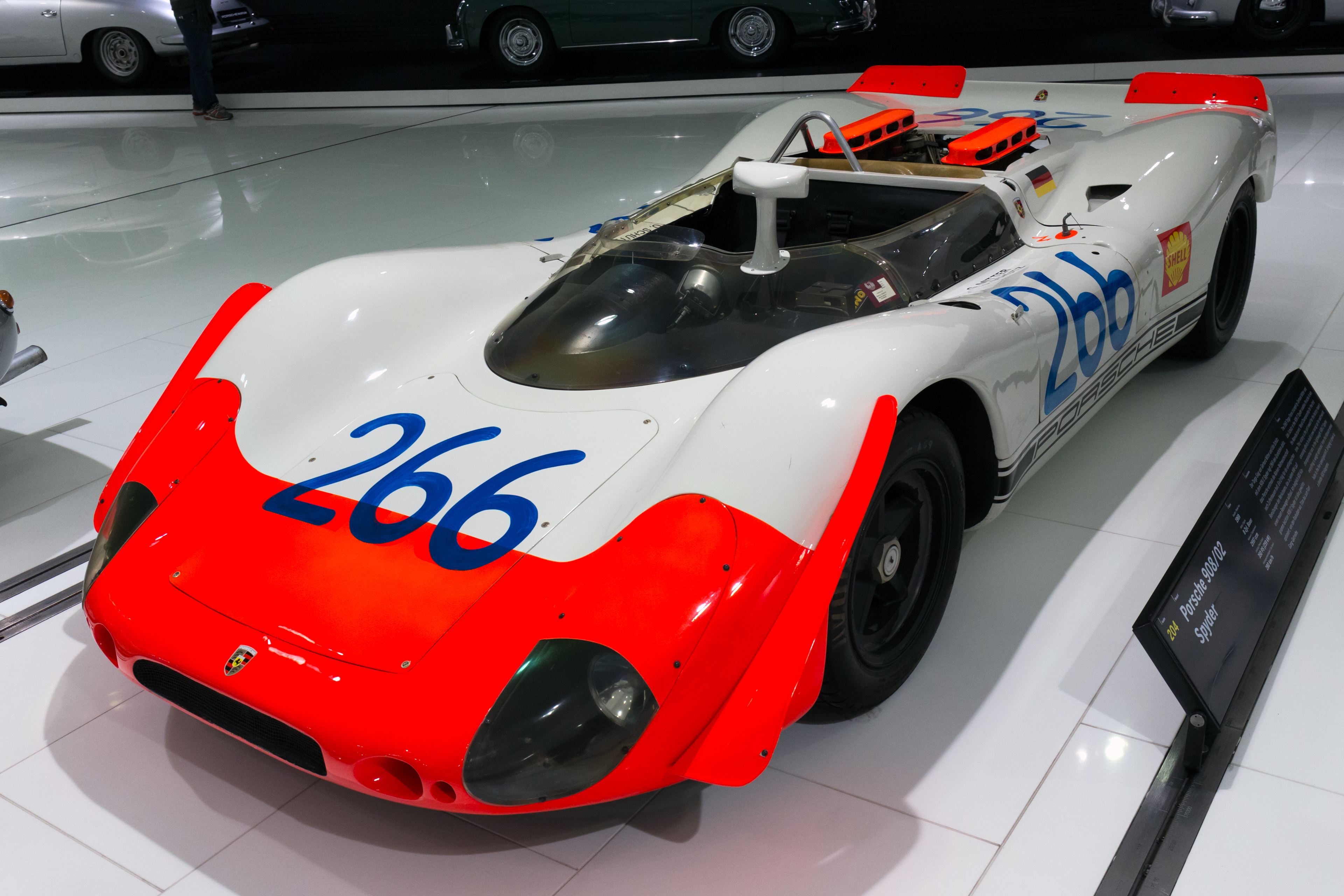
908/2

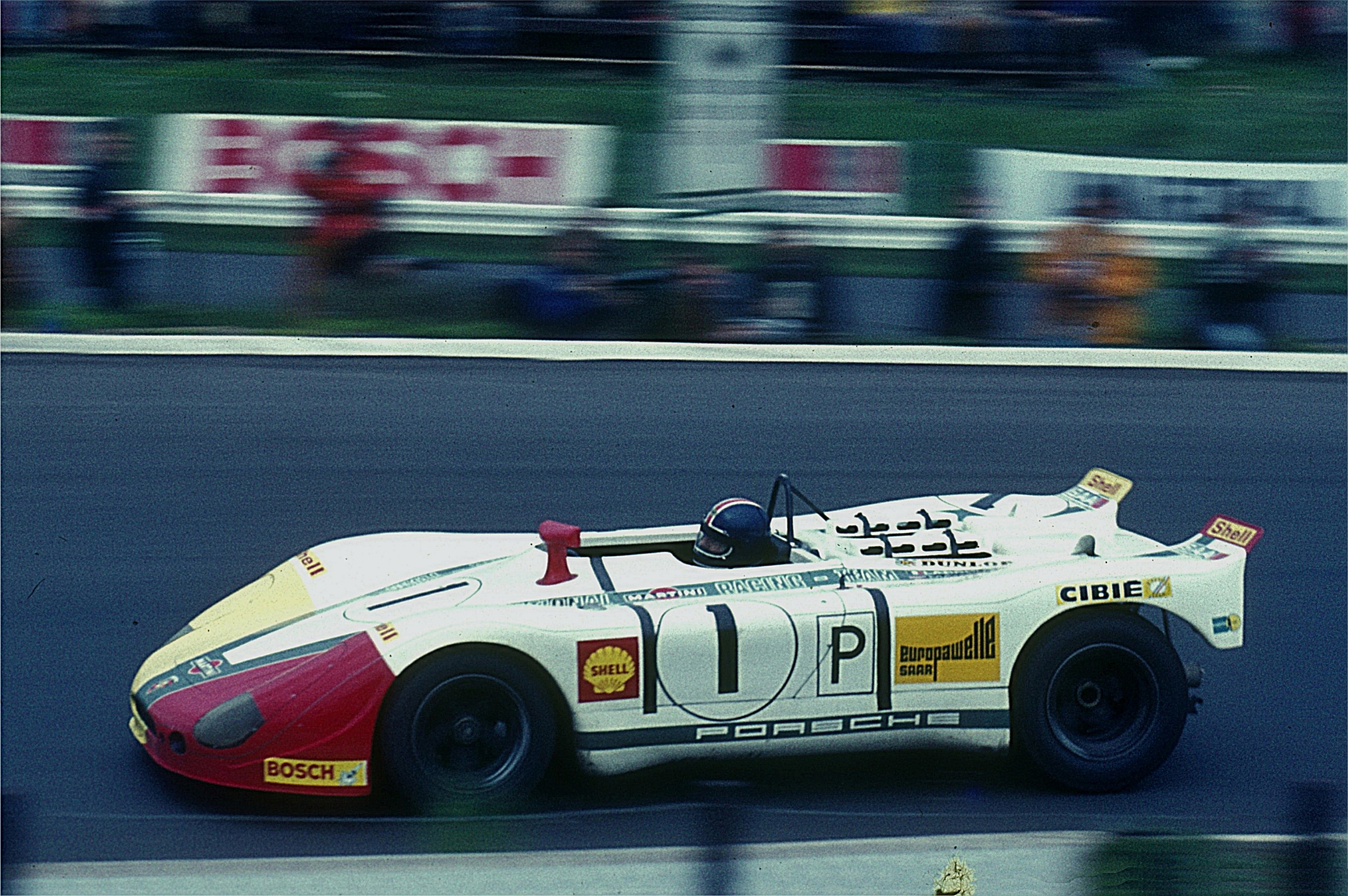
908/2（1970年）

1969年に施行された規則変更により、最低重量やラゲッジスペース、スペアタイヤ、ウィンドスクリーンの最小寸法などが廃止もしくは緩和された。グループ6でも屋根なしボディが認められたため、ポルシェは908を軽量なスパイダーボディへと改良した。「908スパイダー」と表記されることも多い。
エンジンはトラブルを解消するためシングルプレーンにされ、トランスミッションも通常のクラッチを持つ5速仕様に戻された。シャシはクーペから変更がないが、リアオーバーハングを切り詰めてフレームを省略した。初期にはフレームにクラックが入りやすかったため、不活性ガスを封入しダッシュボードに圧力計を置いた。車重は660kgから630kgへと大幅減。空気抵抗は増加し最高速は280km/hであったが、機動性は高く中速サーキットでは無敵となった。
シーズン後半戦のニュルブルクリンクでは風洞実験で改良された新型ボディが登場した。このボディは前後フェンダーアーチ間の抑揚がなくなり、のっぺりした印象から「フランダー」（ドイツ語: "Flunder"、日本語: ヒラメ）というニックネームで呼ばれた。他にも操縦席のウィンドスクリーンがなくなり、エンジン上方の開口部が閉じられたという違いもあった。
908/02でも可変フラップを搭載していたが、この頃やはり可変ウィングが流行りであったF1で、ウィングの脱落など危険が多いと判断したFIAが、空力パーツはいかなる可動も禁止としたため、1969年のル・マン24時間レースでは固定状態にして出走し、また908LHに加えてロングテール仕様の908/02LHも1台出走した。

### 908/3

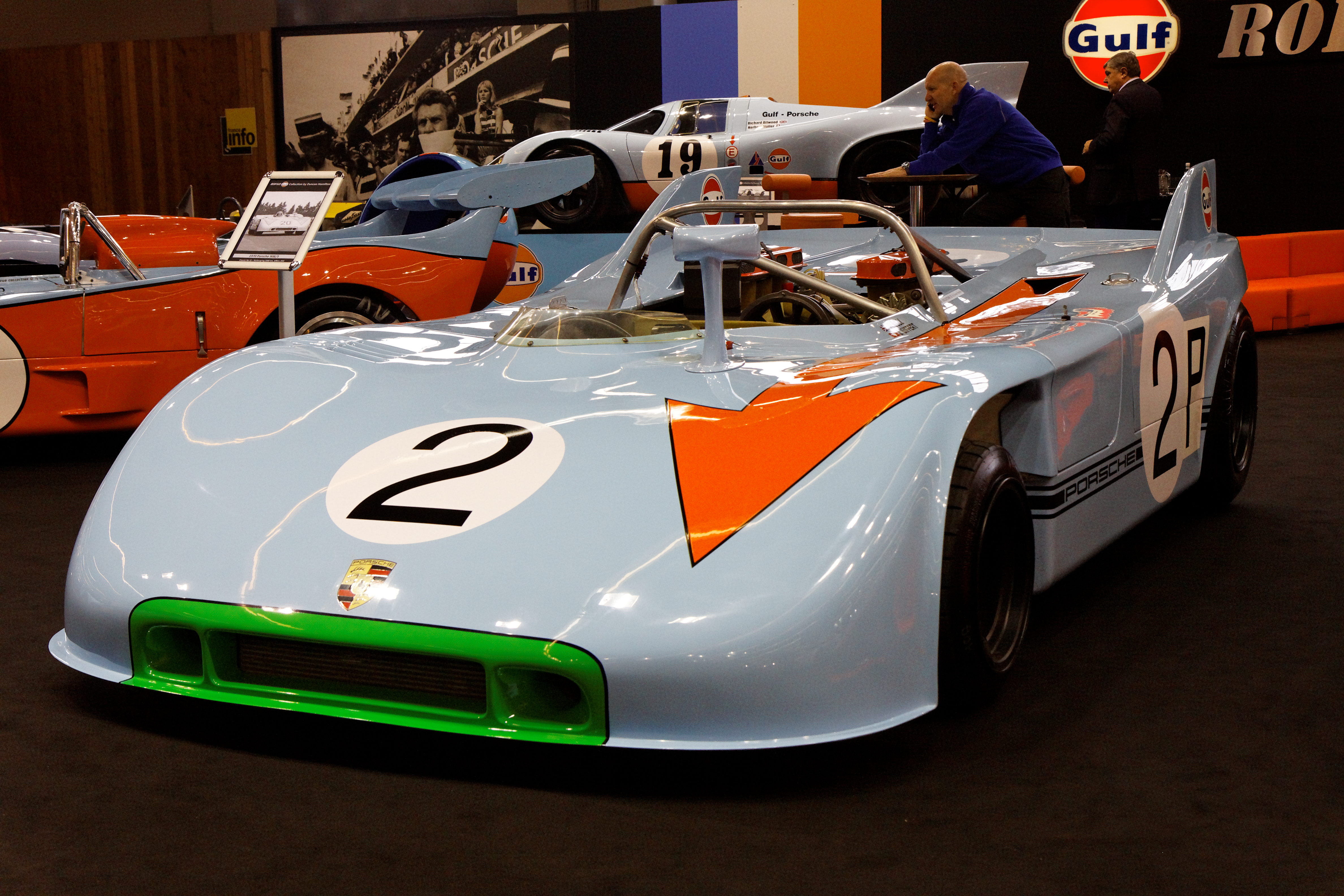
908/3

1970年には後継車の917が主戦となっていたが、険しい峠道を走行するタルガ・フローリオでは大柄な917が不利になることから、908/02をベースに軽量化と運動性能を追求した908/03が投入された。また、同じくテクニカルコースのニュルブルクリンクでも使用された。
エンジンは370馬力までチューンされ、重量配分を改善するため、それまでリアにオーバーハングされていたトランスミッションがエンジンとディファレンシャルの中間に配置された。エンジンが前進した分、操縦席も前寄りに移動した。このレイアウトは1968年のヨーロッパ・ヒルクライム選手権で使用した909「ベルクスパイダー」を基にしている。
シャシはパイプワークが見直され、乾燥重量は530kgという。ブレーキディスクは穴開きになった。ホイールはフロントが13インチ、リアが13もしくは15インチ。
ボディは908/02後期型（ヒラメ）と同じくフラットで、ヘッドライトを廃止し、フロントをダルノーズに変更した。ワークスマシンは識別用にフロントノーズを4種類の異なる色で塗り分けられ、ノーズ右側にトランプのマーク（♠♥♦♣）も描かれた。1971年シーズンにはテール左右に垂直フィンが追加された。

### 908/4

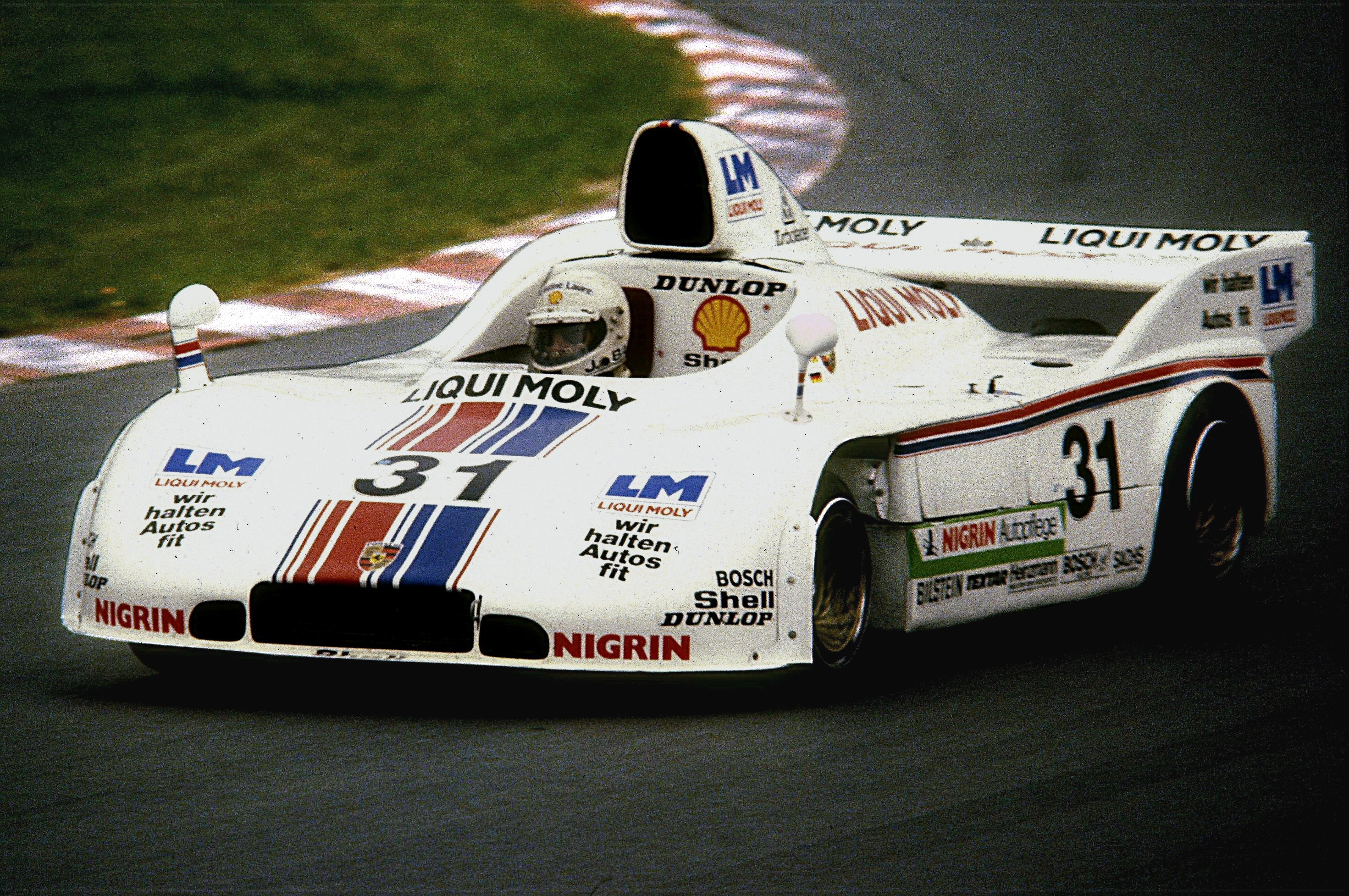
908/03ターボ（1980年）

ワークスから放出された908はプライベーターの手で現役活動を続けたが、1975年にヨースト・レーシングの提案で911RSRターボに搭載されていた2,140cc水平対向6気筒ターボエンジンが供給され、ヨーストチームの908/03（シャシ番号03-008。1970タルガ・フローリオ優勝車。）に搭載された。このマシンは1976年にボディワークを刷新した後、1981年まで選手権に出場し、晩期には908/04という名で呼ばれた。引退後、元のタルガ・フローリオ優勝車にレストアされた。

### 908/80
ヨーストは1980年のル・マン24時間レースで908/80というマシンも使用したが、こちらは936の改造マシンだった。

## レース戦績

### 1968年
4月のル・マンテスト走行で初披露され、選手権第4戦モンツァ1000kmでデビュー。第6戦ニュルブルクリンク1000kmで勝利したが、オルタネーターや前輪のベアリングにトラブルが多く主戦力にはならなかった。ル・マン24時間レースでは予選1位から3位を独占したが、本戦はスイスチームの907に次ぐ3位が最高成績だった。旧型ながら出力に勝るグループ4のフォード・GT40にシリーズタイトルをさらわれ、これがポルシェ・917開発の契機となった。
第8戦ワトキンズ・グレン6時間レースでは当時イギリスで活躍していた生沢徹が招聘され、日本人として初めてポルシェワークスの一員に加わった。

### 1969年
第2戦セブリング12時間レースで908/2がデビュー。中低速コースでは908/02、高速コースでは908LHという体制で戦った。ジョー・シフェールやブライアン・レッドマンのドライブでBOAC500マイル（ブランズ・ハッチ）、モンツァ1000km、タルガ・フローリオ、スパ・フランコルシャン1000km、ニュルブルクリンク1000km、ワトキンス・グレンで勝利し、ポルシェは選手権10戦中7勝（最終戦オーストリアGPでは917が初勝利）を挙げてメイクスチャンピオンシップを初制覇した。
ル・マン24時間レースでは908LHが3台、908/02LHが1台、917が2台という物量作戦で初優勝を目指したが、相次ぐトラブルによって脱落。生き残ったハンス・ヘルマン/ジェラール・ラルース組の908LHがフォード・GT40と歴史に残るデッドヒートを繰り広げたが、最終周回のバトルに競り負けて120mの差で破れた。ウド・シュッツが2位を走っている時に同じチームのハンス・ヘルマン/ジェラール・ラルース組の908LHを相手にデッドヒートを演じた末にクラッシュするという不祥事があった。この不祥事がなければ間違いなくこの年ポルシェは排気量3リットルのマシンで5リットルのマシンを打ち負かして総合優勝するという快挙を達成していたはずであった。
この年の日本GPにはタキレーシングの依頼を受けてポルシェワークスが来日し、ハンス・ヘルマンと田中健二郎が908/02をドライブした（総合7位）。

### 1970年以降
1969年シーズンを最後にポルシェはワークス参戦を休止し、それまでライバルのフォードチームを運営していたイギリスのJWオートモーティブに活動を委託した。1970年のタルガ・フローリオでは908/3が1、2、4、5位を独占。ニュルブルクリンク1000kmではセミワークスのポルシェ・ザルツブルクから出場した908/03がワンツーフィニッシュした。また、俳優のスティーブ・マックイーンが映画『栄光のル・マン』撮影用に908/02後期型を購入し、ピーター・レブソンと一緒にセブリング12時間レースに出場して2位を獲得した。ル・マン本戦ではこのマシンがカメラカーとして走行した。
1971年はタルガ・フローリオでアルファロメオ・T33/3に敗れ、このイベントでの連勝記録が5でストップした。ニュルブルクリンク1000kmではマルティーニ・レーシングの908/03が優勝した。
ヨーストチームの908/03ターボ（908/04）は選手権シリーズにおいて1976年に1勝、1979年に2勝を挙げている。
日本においては風戸裕が個人購入した908/02後期型（No.908-02-024）で富士グランチャンピオンレースに出場し、1971年の最終戦で初優勝した。風戸の死後、このマシンは後援者が経営する山梨県のレストランに長く展示されていた。